# Lionel Stander
Lionel Jay Stander, född 11 januari 1908 i New York, död 30 november 1994 i Los Angeles, Kalifornien, var en amerikansk skådespelare i filmer, radio, teater och tv. 
Stander var socialist och antirasist och svartlistades från Hollywood från slutet av 40-talet fram till 1965. 

## Biografi
Stander medverkade i många Hollywood-filmer under 1930 och 1940-talet. Han medverkade även i många italienska filmer.
Stander var socialist, han engagerade sig i en mängd sociala och politiska kampanjer och var medgrundare av Screen Actors Guild. Han samlade in pengar för antifascister i Spanien under spanska inbördeskriget 1936-39 och kampanjade för the Scottsboro Boys - nio afroamerikanska ungdomar, 12-19 år gamla, som trots att de var oskyldiga anklagades för våldtäkt av två vita kvinnor.
I augusti 1940 ställdes han inför House Un-American Activities Committee (HUAC) för påstådda kommunistiska aktiviteter, tillsammans med bland andra Franchot Tone, Humphrey Bogart, James Cagney och Clifford Odets. Den gången friades han, men 1947 blev han kommitténs måltavla igen. Stander gjorde ingen hemlighet av att han stod till vänster politiskt, men menade att det snarare var kommittén som genom sitt agerande stod för "oamerikansk aktivitet". I maj 1953 vittnade han inför HUAC i New York. Under förhören jämförde han HUAC med spanska inkvisitionen.
Han svartlistades från slutet av 40-talet fram till 1965. 
På äldre dagar blev han känd för en fast roll som allt-i-allon Max i TV-serien Par i hjärter. Han fick 1983 en Golden Globe för rollen.

## Filmografi
- 1935 – Den bortrövade Venus
- 1936 – Folkets jubel
- 1936 – Meet Nero Wolfe
- 1936 – En gentleman kommer till stan
- 1937 – Skandal i Hollywood
- 1938 – Hallå, professorn!
- 1943 – Skräckdagar i Prag
- 1946 – Grabben från Brooklyn
- 1947 – Åh, en sån onsdag
- 1948 – Otrogen u.p.a.
- 1965 – In i det sista
- 1966 – Djävulsk gisslan
- 1968 – Harmonica - en hämnare
- 1968 – Slutpunkt Berlin
- 1971 – Snedskjutargänget
- 1976 – På andra sidan bron
- 1977 – New York, New York
- 1979–1984 – Par i hjärter (TV-serie)

## Teater

### Roller
| År   | Roll         | Produktion               | Regi            | Teater                               |
| ---- | ------------ | ------------------------ | --------------- | ------------------------------------ |
| 1963 | Manuele Giri | Arturo Ui Bertolt Brecht | Tony Richardson | Lunt-Fontanne Theatre, New York, USA |